# Madan Senki Ryūkendō
Madan Senki Ryūkendō (jap. 魔弾戦記リュウケンドー Madan Senki Ryūkendō) – japoński serial z gatunku tokusatsu. Wyprodukowany został przez firmę Takara Tomy i We've Inc. Był emitowany od 8 stycznia do 31 grudnia 2006 na kanale TV Aichi i liczył 52 odcinki.

## Fabuła
Miasto Akebono żyło w błogim spokoju oraz harmonii, jednak zostały one zakłócone poprzez atak armii demonów Jamanga, której żołnierze zbierają negatywną energię aby wskrzesić swojego przywódcę – Króla Demonów. W mieście działa tajna organizacja SHOT, która walczy z Jamangą przy pomocy magicznych artefaktów i zaklęć. Do miasta przybył uzdolniony w walce mieczem młody policjant Kenji Narukami, który jest świadkiem walki Jamangi i członka SHOT Jūshirō Fudō, który zmienia się w wojownika zwanego Ryugunoh. Kenji wdał się w bój z atakującym cywili potworem, przez co tajemniczy miecz Gekiryuken wybrał go na swojego partnera i przemienił go wbrew jego woli w wojownika o nazwie Ryūkendō. Ostatecznie Kenji dołącza do Fudō i SHOT by walczyć z Jamangą. W trakcie serii pojawia się trzeci wojownik – Ryujinoh, którym jest tajemniczy włóczykij Koichi Shiranami. Chłopak jest żądny zemsty na szefie SHOT Amamim, którego obwinia za śmierć swoich rodziców.

## Obsada
- Kenji Narukami/Ryūkendō: Shōgo Yamaguchi
- Jūshirō Fudō/Ryugunō: Gen
- Koichi Shiranami/Ryujinō: Kōhei Kuroda
- Kaori Nose: Hiroko Satō
- Yūya Amachi: Kei Shimizu
- Rin Sakyō: Kumi Imura
- Kiichi Setoyama: Kentarō Miyagi
- Komachi Kurihara: Fumie Hosokawa
- Gekiryuken: Kenji Nojima (głos)
- Gouryugun: Yasunori Masutani (głos)
- Zanryujin: Masaya Onosaka (głos)
- Jack Moon: Mitsutoshi Kiko (głos)
- Doktor Worm:Takao Handa
- Lady Gold: Rio Taura
- Rock Crimson: Yukitoshi Hori (głos)
- Baron Bloody: Hirofumi Tanaka (głos)